# Saucats
Saucats is een gemeente in het Franse departement Gironde (regio Nouvelle-Aquitaine). De plaats maakt deel uit van het arrondissement Bordeaux. Saucats telde op 1 januari 2022 3.446 inwoners.

## Geografie
De oppervlakte van Saucats bedroeg op 1 januari 2022 89,15 vierkante kilometer; de bevolkingsdichtheid was toen 38,7 inwoners per km².

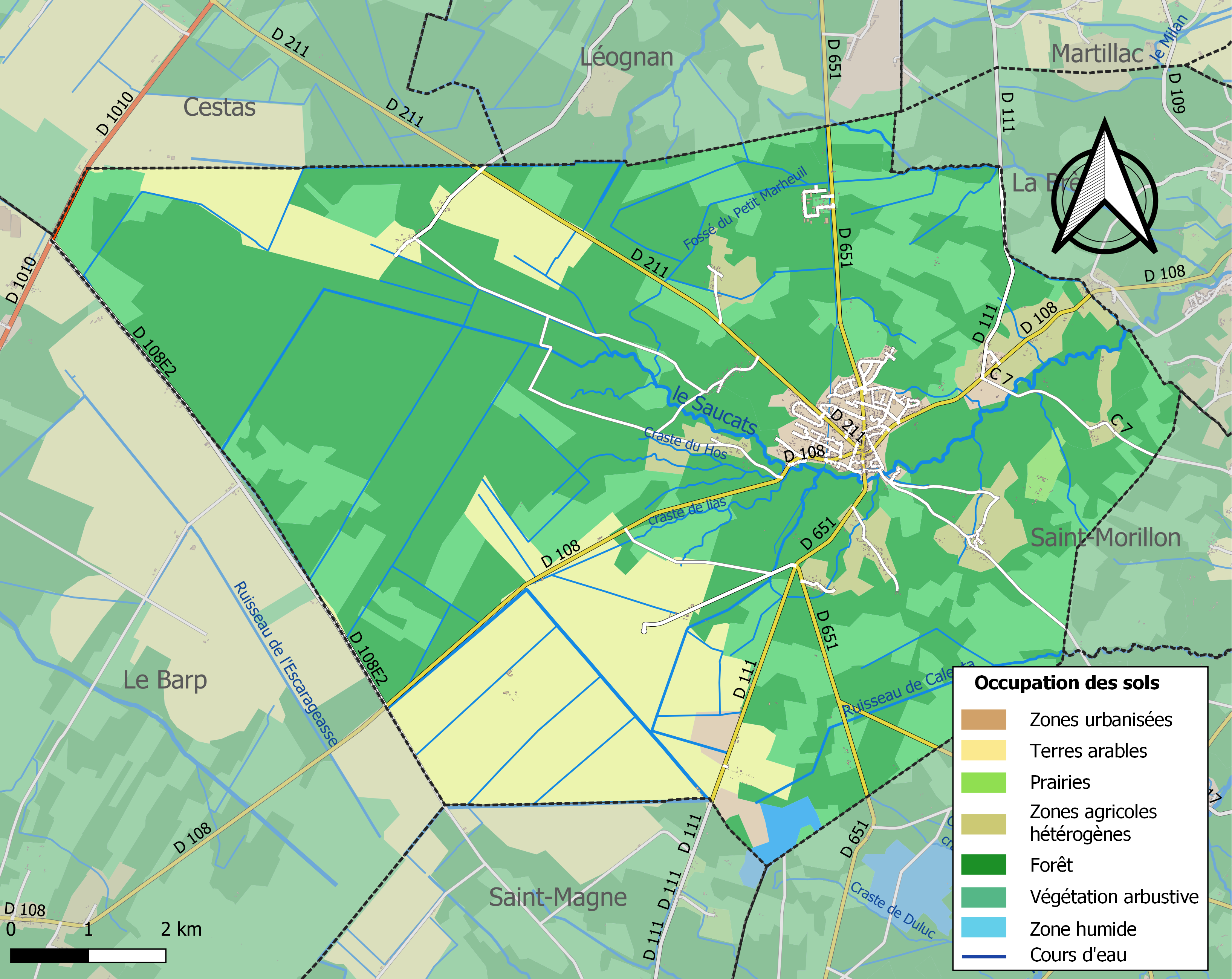
Kaart van de gemeente met belangrijkste infrastructuur, bodemgebruik en omliggende gemeenten

## Demografie
Onderstaande figuur toont het verloop van het inwonertal (bron: INSEE-tellingen).